# Satellite (Ban nhạc Ba Lan)
Satellite là một ban nhạc progressive rock đến từ Ba Lan. Ban nhạc được thành lập vào năm 2000 bởi tay trống Wojtek Szadkowski cùng ba thành viên khác, với Sarhan Kubeisi chơi guitar, Robert Amirian là giọng ca chính kiêm chơi bass, và cuối cùng là Krzysiek Palczewski chơi keyboard.

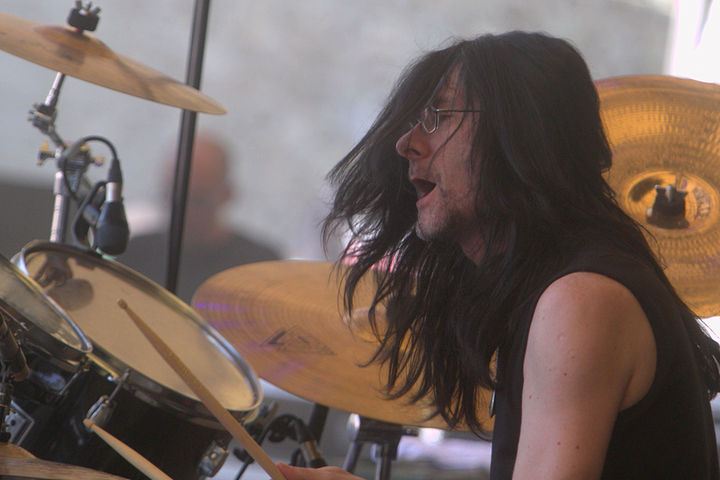
Wojtek Szadkowski

Album đầu tay của nhóm là A Street Between Sunrise And Sunset, được phát hành vào ngày 10 tháng 3 năm 2003 bởi Metal Mind Productions. Album tiếp theo Evening Games được phát hành vào tháng 2 năm 2005, và đạt được vị trí thứ 8 trong top 100 album bán chạy nhất ở Ba Lan.
Trải qua một thời gian dài nỗ lực luyện tập không ngừng nghỉ, Satellite dần phát triển và chứng tỏ khả năng của một ban nhạc thực sự với công chúng, chứ không còn là một ban nhạc tạm thời để thúc đẩy cho sự nghiệp solo của Wojtek. Sau đó, ban nhạc Satellite đã ghi hình DVD trực tiếp cho album Evening Dreams (2006) vào ngày 22 tháng 9 năm 2005.
Vào tháng 3 năm 2007, ban nhạc có một buổi trình diễn tại Lễ hội Baja Prog ở Mexico. Cũng vào tháng 11 cùng năm, họ đã phát hành album thứ ba mang tên Into The Night. Khoảng thời gian đó, tay bass Jarek Michalski đã được thêm vào ban nhạc.
Đến năm 2009, Satellite trở lại với một album hoàn toàn mới, Nostalgia. Nostalgia được Metal Mind Productions phát hành vào ngày 23 tháng 2 năm 2009 tại Châu Âu và ngày 10 tháng 3 năm 2009 tại Hoa Kỳ. Hầu hết các album đều được thu âm trong phòng thu tại nhà của Wojtek Szadkowski. Anh cũng chịu trách nhiệm về sản xuất âm nhạc và viết lời cho các bài hát trong album. Âm nhạc trong album lần này là sự kết hợp giữa giai điệu của những năm 1970 và chất liệu mang hơi hưởng của thế kỷ 21 hiện đại.

## Danh sách đĩa hát

### Album phòng thu
| A Street Between Sunrise and Sunset                                                 | - Phát hành: ngày 24 tháng 3 năm 2003 - Hãng: Metal Mind Productions | -  |
| Evening Games                                                                       | - Phát hành: ngày 31 tháng 1 năm 2005 - Hãng: Metal Mind Productions | 38 |
| Into the Night                                                                      | - Phát hành: ngày 3 tháng 12 năm 2007 - Hãng: Metal Mind Productions | -  |
| Nostalgia                                                                           | - Phát hành: ngày 23 tháng 2 năm 2009 - Hãng: Metal Mind Productions | 30 |
| "-" biểu thị một bản ghi không biểu đồ hoặc không được phát hành trong lãnh thổ đó. |                                                                      |    |

### Video album
| Tiêu đề        | Chi tiết album                                                                    |
| -------------- | --------------------------------------------------------------------------------- |
| Evening Dreams | - Phát hành: 27 tháng 12 năm 2005 - Hãng: Metal Mind Productions - Hình thức: DVD |